# Давид Оспина
Давид Оспина Рамирез (шп. David Ospina Ramírez; 31. август 1988) колумбијски је фудбалер који игра на позицији голмана и тренутно наступа за Ал Наср и за репрезентацију Колумбије.

## Статистика каријере

### Репрезентативна
Ажурирано 27. септембра 2022.
| Репрезентација | Година | Утакмице | Голови |
| -------------- | ------ | -------- | ------ |
| Колумбија      | 2007   | 1        | 0      |
| Колумбија      | 2008   | 1        | 0      |
| Колумбија      | 2009   | 8        | 0      |
| Колумбија      | 2010   | 5        | 0      |
| Колумбија      | 2011   | 8        | 0      |
| Колумбија      | 2012   | 8        | 0      |
| Колумбија      | 2013   | 10       | 0      |
| Колумбија      | 2014   | 8        | 0      |
| Колумбија      | 2015   | 12       | 0      |
| Колумбија      | 2016   | 14       | 0      |
| Колумбија      | 2017   | 8        | 0      |
| Колумбија      | 2018   | 11       | 0      |
| Колумбија      | 2019   | 10       | 0      |
| Колумбија      | 2020   | 1        | 0      |
| Колумбија      | 2021   | 16       | 0      |
| Колумбија      | 2022   | 5        | 0      |
| Укупно         | Укупно | 126      | 0      |

## Успеси

### Клупски
Атлетико насионал
- Примера A Колумбије: 2005, 2007.[4]

Арсенал
- ФА куп: 2014/15,[5] 2016/17.[6]
- ФА комјунити шилд: 2017.[7]
- Енглески Лига куп финалиста: 2017/18.[8]

Наполи
- Куп Италије: 2019/20.

### Репрезентативни
Колумбија до 20
- Централноамеричке и карипске игре: 2006.

Колумбија
- Копа Америка:  2024,  2016, 2021.[4]